# Flare (breakdance)

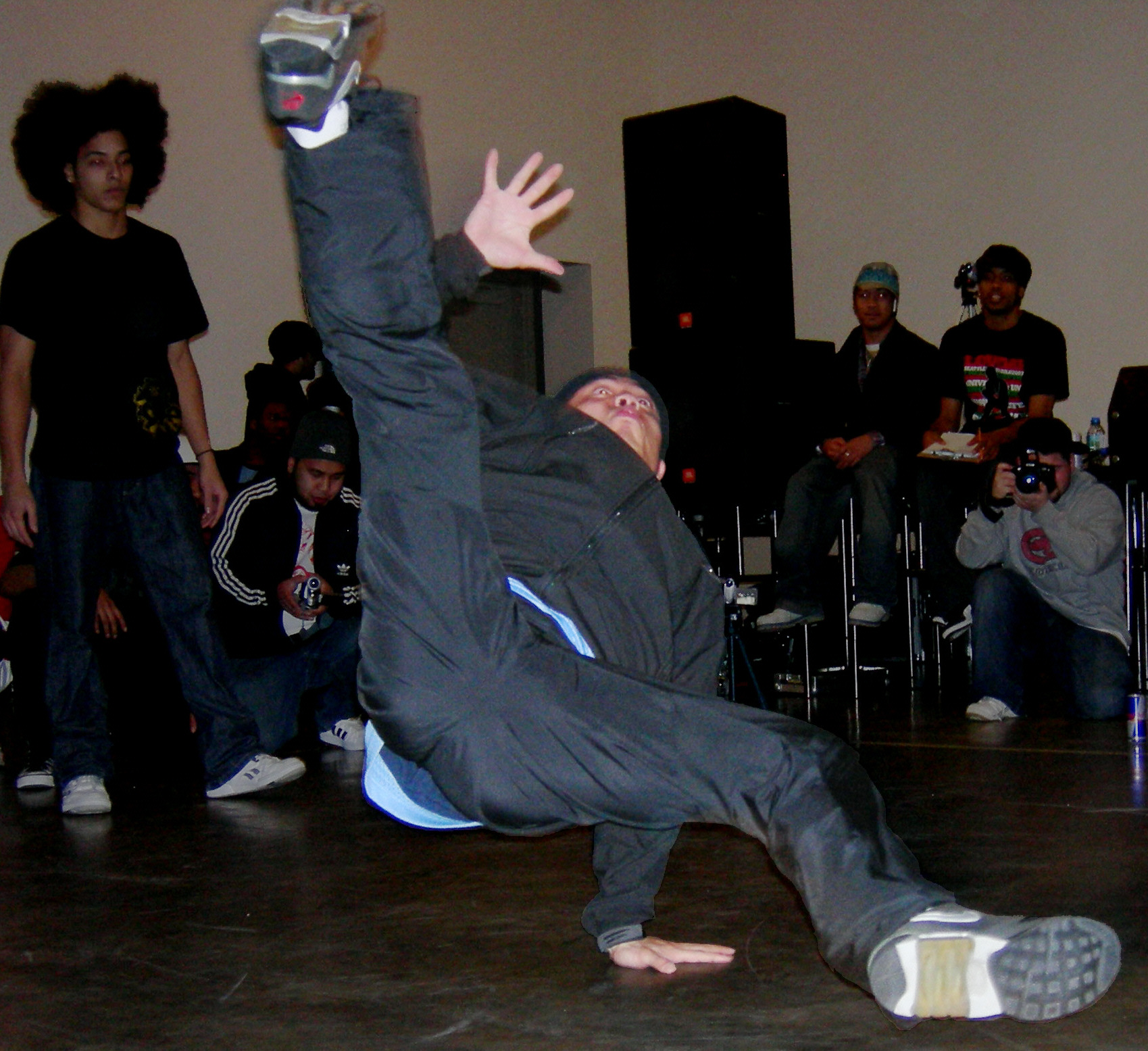
Een flare

De flare is een moeilijk onder de knie te krijgen en bijzonder uitputtende breakdance-powermove, oorspronkelijk een beweging uit de turnsport.
De breaker ondersteunt zijn lichaam met zijn armen en zwaait zijn benen onafgebroken in V-vorm rond zijn torso. De beweging kan zowel met de klok mee, als tegen de klok in worden uitgevoerd.
Een zwaardere variant van de Flare is de Air-Flare.

## Toepassing
Naast breakdance wordt de flare ook gebruikt in het turnen en capoeira. Turners kennen de beweging, die wordt uitgevoerd op het paard of op de vloer, onder de naam Thomas Flair of Thomasschaar. Bij het capoeira wordt de beweging gebruikt als trap richting de tegenstander.